# مستوى جاهزية التكنولوجيا

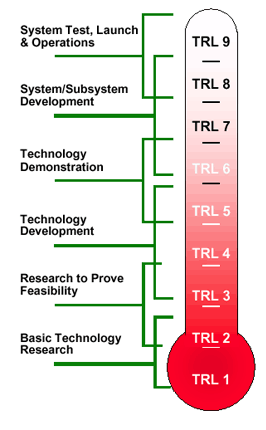

مستويات جاهزية التكنولوجيا (بالإنجليزية: Technology readiness level)‏ (تي آر إل إس) هي وسائل لتقدير اكتمال التكنولوجيات أثناء مرحلة استملاك برنامج ما، طُورت في ناسا في سبعينيات القرن العشرين. يتيح استخدام تي آر إل إس مناقشات متسقة وموحدة حول الاكتمال التكنولوجي عبر أنواع التكنولوجيات المختلفة. يُحدد مستوى جاهزية تكنولوجيا ما أثناء تقييمٍ للجاهزية التكنولوجية (تي آر أيه) الذي يعاين مفاهيم البرنامج، والمتطلبات التكنولوجية، وقدرات التكنولوجيا المثبتة. تقوم تي آر إل إس على مقياس يتدرج من 1 إلى 9 حيث يكون المستوى 9 أعلى درجات اكتمال التكنولوجيا. استخدمت وزارة دفاع الولايات المتحدة هذا المقياس منذ بداية العقد الأول من القرن الحادي والعشرين. بحلول عام 2008 أصبح المقياس قيد الاستخدام لدى وكالة الفضاء الأوروبية (إي إس أيه)، كما يشهد دليلهم الإرشادي.
نصحت المفوضية الأوروبية مشاريع البحث والابتكار الممولة من الاتحاد الأوروبي باعتماد المقياس في عام 2010. استُخدمت تي آر إل إس نتيجة ذلك في عام 2014 في برنامج هورايزن 2020 التابع للاتحاد الأوروبي. في عام 2013، عُمم مقياس تي آر إل بصورة أكبر بموجب معيار المنظمة الدولية للمعاير (إيزو) رقم 16290:2013. نشر الاتحاد الأوروبي لمنظمات الأبحاث والتكنولوجيا (إي أيه آر تي أو) منهجًا ونقاشًا شاملًا حول تي آر إل إس. نُشر نقد مطول لاعتماد الاتحاد الأوروبي مقياس تي آر إل في مجلة الابتكار، نص إن «متانة ودهاء مقياس تي آر إل انخفضت تدريجيًا مع انتشار استخدامه خارج سياقه الأصلي (برامج الفضاء)».

## تاريخه
صُممت مستويات جاهزية التكنولوجيا في الأصل في ناسا عام 1974 وعُرفت رسميًا في عام 1989. تضمن التعريف الأصلي سبعة مستويات، لكن ناسا اعتمدت في التسعينيات المقياس الحالي ذو تسعة المستويات الذي لاقى لاحقًا قبولًا واسع النطاق.

### تعاريف تي آر إل الأصلية وفقًا لناسا (1989):[5]
المستوى الأول: ملاحظة المبادئ الأساسية والإبلاغ عنها.
المستوى الثاني: المصادقة على التطبيق المحتمل.
المستوى الثالث: عرض إثبات صحة المفهوم، تحليليًا و/ أو تجريبيًا.
المستوى الرابع: مصادقة المختبر على المكونات و/ أو لوح التجارب.
المستوى الخامس: المصادقة على المكونات و/ أو لوح التجارب في بيئة محاكاة أو حقيقية.
المستوى السادس: المصادقة على فعالية النظام في بيئة محاكاة.

المستوى السابع: المصادقة على فعالية النظام في الفضاء.
نشأت منهجية تي آر إل على يد ستان سادين في مقر ناسا عام 1974. في ذلك الوقت، كان راي تشيس ممثل مختبر الدفع النفاث في فريق تصميم عربة المشتري المدارية. باقتراح من ستان سادين، استخدم السيد تشيس هذه المنهجية لتقييم جاهزية تكنولوجيا تصميم السفينة الفضائية المدارية للمشتري الذي اقترحه مختبر الدفع النفاث. أمضى لاحقًا السيد تشيس عامًا واحدًا في مقر ناسا في مساعدة السيد سادين في تأسيس منهجية تي آر إل. انضم السيد تشيس إلى أيه إن إس إي آر (شركة الخدمات التحليلية) في عام 1978، حيث استخدم منهجية تي آر إل لتقييم جاهزية تكنولوجيا برامج تطوير القوى الجوية المقترحة. نشر مقالات عدة خلال الثمانينيات والتسعينيات حول مركبات الإطلاق القابلة لإعادة الاستخدام بالاستفادة من منهجية تي آر إل. وثقت هذه المقالات نسخة موسعة من المنهجية التي تضمنت أدوات تصميم، وتسهيلات اختبار، وجاهزية تصنيع بالنسبة للقوى الجوية التي لا تمتلك برنامجًا. نشر مدير قسم ما لا يمتلك برنامجًا، غريغ جينكينز، وراي تشيس النسخة الموسعة من منهجية تي آر إل، وتضمنت التصميم والتصنيع. استخدم ليون مكيني والسيد تشيس النسخة الموسعة لتقييم جاهزية تكنولوجيا مفهوم النقل الجوي ذو القابلية العالية لإعادة الاستخدام (إتش آر إس تي) خاصة فريق أيه إن إس إي آر. ابتكرت أيه إن إس إي آر أيضًا نسخة معدلة عن منهجية تي آر إل من أجل برامج مقترحة لوكالة الأمن الوطني.